# Йосуке Сузукі
Йосуке Судзукі (鈴木 庸介, нар. 21 листопада 1975) — японський політик. Він є членом Палати представників від Конституційно-демократичної партії (1-й термін).  Учасник Форуму Вільних Народів Постросії

## Історія
Народився в Кітаоцука, Тосіма-ку, Токіо . Закінчив початкову школу Нісісугамо в районі Тосіма. Коли він був студентом економічного факультету університету Ріккьо, він був капітаном клубу боротьби. Після закінчення коледжу він приєднався до NHK як репортер. Сузукі здобув ступінь аспіранта в Колумбійському університеті та Лондонській школі економіки . 
Він був призначений головою Демократичної партії Японії 10-го округу Токіо в грудні 2015 року.   У жовтні 2016 року через відставку Юріко Коїке з Палати представників, щоб балотуватися на посаду губернатора Токіо, Сузукі балотувався від Демократичної партії в 10-му окрузі Токіо до Палати представників, але зазнав поразки від лібералів. Масару Вакаса, член Демократичної партії.
28 вересня 2017 року Демократична партія вирішила приєднатися до Партії надії, очолюваної Коїке, без проведення офіційного кандидата на 48-му загальних виборах у Палату представників. 2 жовтня, коли Юкіо Едано оголосив про намір створити нову партію, Конституційно-демократичну партію.  Судзукі провів прес-конференцію з Акіхіро Мацуо, Харумі Йосіда та іншими, які є головами відділення Демократичної партії, і висловив намір балотуватися від Конституційно-демократичної партії. 
На загальних виборах 49-ї Палати представників у жовтні 2021 року він балотувався від Конституційно-демократичної партії як кандидат від 10-го округу Токіо та був обраний.   На представницьких виборах (відбулися 30 листопада) після відставки Юкіо Едано його було названо кандидатом від Джуньї Огави .  Він був представлений як член делегації японського парламенту на засіданні ОЕСР 17 і 18 березня 2022 року 
26 липня 2022 року Конституційно-демократична партія попередила Сузукі, який в’їхав в Україну, де було видано попередження про евакуацію . Він вирішив призупинити на місяць посади в партії, таких як помічника голови Ради з політичних досліджень. 

## Політика

### Конституційні питання
- Щодо конституційних поправок, то в анкеті 2017 року він відповів: «Не згоден». [16] В анкеті 2021 року він відповів «згоден» [17]
- Щодо прийняття законів, пов’язаних із безпекою, він відповів, що не буде оцінювати в анкеті 2017 року [16]
- Щодо конкретизації «Самооборони» у статті 9 Конституції, то в анкеті 2021 року він відповів «Ні». [16]

### Гендерні проблеми
- Щодо запровадження вибіркової системи подружніх прізвищ в анкеті 2017 року була відповідь «Згоден». [16] В анкеті 2021 року відповіли «так». [17]
- Щодо перегляду закону, який дозволяє одностатеві шлюби, в анкеті 2021 року була відповідь «згоден». [18]
- У відповідь на запитання «Чи потрібно на ранній стадії приймати законопроект про сприяння порозумінню сексуальних меншин, таких як ЛГБТ ?», він відповів «згоден». [17]
- Щодо запровадження системи квот, то в анкеті 2021 року він відповів «так». [18]

### Інший
- У відповідь на запитання «Що нам робити з нашою залежністю від атомної енергетики в майбутньому?» ми відповіли «Нуль» в анкеті 2021 року. [18]
- Як захід проти нового коронавірусу тимчасове зниження ставки податку на споживання було «необхідним». [18]
- Щодо абеноміки, то в анкеті 2017 року він відповів: «Я б краще її оцінив». [16]
- Що стосується відповіді кабінету Абе на проблему Морітомо Гакуена та проблему Каке Гакуена, він відповів «не оцінено» в анкеті 2017 року. [16]
- Що стосується кризи біженців в Україні, то через корона-корона заходи Японія не прийняла біженців. Під час засідання юридичного комітету в березні 2022 року Сузукі відстоював дозвіл на в’їзд до Японії. У результаті міністр юстиції погодився розглянути це питання. Наступного дня прем'єр-міністр Кішіда оголосив про прийняття українських біженців. [19]